# Lena Wennberg
Lena Ingrid Gabriella Wennberg, en tid Wennberg Signeul, född 21 september 1938 i Mariestad, i dåvarande Skaraborgs län, är en svensk ekonom och direktör som varit verksam inom såväl radio som TV och dagspress.
Wennberg är dotter till verkställande direktören  i AB Electrolux Harry Wennberg och Ingrid, ogift Örnberg. Efter studier vid Handelshögskolan i Stockholm tog hon examen som civilekonom 1961 och var anställd vid SE-Banken, Wells Fargo Bank 1963–1964 samt Adams & Peck 1964–1965.
Hon gjorde sedan karriär inom Sveriges Television där hon var producent 1966–1973, redaktionschef för TV2 1973–1978 och kanslidirektör 1978–1983. Wennberg var VD för Sveriges lokalradio AB 1983–1987 och innehade sedan samma post för Sydsvenska Dagbladets AB 1987–1990. Hon blev forskare och konsult i strategiskt ledarskap 1990.
Lena Wennberg är den första kvinnan i Sverige som utsetts till VD i ett börsnoterat företag. Hon bedrev eget företag Lena Wennberg AB 1992-1999. Wennberg är författare till Karriär efter 45 (1992), Förstå mig rätt: om kvinnospråk och mansspråk i arbetslivet (1993) och Upptäck hela resursen: om kvinnligt och manligt sätt i arbetslivet (1997).
Lena Wennberg var 1967–1984 gift med Jan Signeul (1937–2010), son till direktören Fred Signeul och Märta, ogift Matton. Hon har två döttrar, födda 1969.